# بنج شير (مقاطعة فيروزآباد)
بنج شير (بالفارسية: پنج شیر) هي قرية تقع في قسم جايدشت الريفي في إيران. يقدر عدد سكانها بـ 204 نسمة بحسب إحصاء 2016.